# آثار عشق
آثار عشق (به انگلیسی: Works of Love) کتابی است از سورن کی‌یرکگور که در سال ۱۸۴۷ نوشته شده است.
این کتاب یکی از آثاری است که بر خلاف آثار معروف‌تر که از نام مستعار استفاده کرده، با نام خود منتشر کرده است. آثار عشق عمدتاً به مفهوم مسیحی آگاپه می‌پردازد. عشق بر خلاف عشق شهوانی (اروس) یا عشق ترجیحی (فیلیو) به دوستان و خانواده داده می‌شود. کی‌یرکگور از این ارزش و فضیلت برای درک وجود و رابطه یک فرد مسیحی استفاده می‌کند. او پس از کمک به پیدایش اگزیستانسیالیسم، از آن به همراه سطح بالایی از الهیات با استناد به متون مقدس کتاب مقدس مسیحی برای بیان آرای خود استفاده می‌کند.
در بسیاری از فصول از عهد جدید به عشق اشاره شده است و در مورد انتقال افراد از حالت‌های سکولار (مراحل زیبایی‌شناختی و اخلاقی) به تجربه و هستی اصیل دینی اشاره شده است. از آن‌جایی که تجربه انسانی کلید درک کی‌یرکگور است، روابط و تجربیات واقعی شاگردان و مسیح در این‌جا به‌عنوان الگوهای ملموس رفتاری توصیف می‌شوند.
کی‌یرکگور به‌عنوان یک اخلاق‌شناس مسیحی (که در این اثر چنین می‌نماید) از بسیاری جهات جریان اصلی دین را از دیدگاه یک ناظر بیرونی در نظر می‌گیرد. این دیدگاه نه تنها تابعی از اگزیستانسیالیسم مسیحی است، بلکه حاکی از دوره زمانی و رویدادهای سیاسی زمان او است که در زادگاهش دانمارک رخ داده است.

## سبک
آثار همان‌طور که خود کی‌یرکگور بیان می‌کند بازتاب مسیحی دارد و نه گفتمانی. این اثر به سبک بلاغی نوشته شده است که در آن اغلب سخنان خود را تکرار می‌کند و مثال‌های متعددی می‌آورد.